# Stephan Schröck
Stephan Markus Cabizares Schröck (sinh ngày 21 tháng 8 năm 1986) là cầu thủ bóng đá chuyên nghiệp người Philippines gốc Đức thi đấu cho Ceres–Negros. Anh đại diện Đức ở các cấp độ trẻ khác nhau trước khi chuyển sang khoác áo đội tuyển Philippines. Anh cũng đã thi đấu ở Bundesliga trong màu áo câu lạc bộ TSG 1899 Hoffenheim và Eintracht Frankfurt. Anh là một tiền vệ mà cũng có thể hoạt động ở vị trí hậu vệ cánh và cũng đã được triển khai ở vị trí tiền vệ chạy cánh.
Anh là người Philippines đầu tiên và duy nhất ghi bàn tại Cúp bóng đá châu Á.

## Đời tư
Mẹ của Schröck đến từ Parang, Maguindanao nhưng lớn lên ở Cebu trong khi cha của anh là người Đức. Cha mẹ của Schröck ly thân năm anh lên 10 tuổi và anh ở lại với mẹ.
Ngày 28 tháng 5 năm 2011 tại Đức, Schröck kết hôn với Pina, người mà anh quen biết từ thời thơ ấu.

## Sự nghiệp quốc tế

### Bàn thắng quốc tế
Tỉ số và kết quả liệt kê bàn thắng của Philippines trước.
| #  | Ngày                 | Địa điểm                                               | Đối thủ    | Tỉ số | Kết quả | Giải đấu                         |
| -- | -------------------- | ------------------------------------------------------ | ---------- | ----- | ------- | -------------------------------- |
| 1. | 28 tháng 7 năm 2011  | Sân vận động Tưởng niệm Rizal, Manila, Philippines     | Kuwait     | 1–0   | 1–2     | Vòng loại FIFA World Cup 2014    |
| 2. | 24 tháng 3 năm 2013  | Sân vận động Tưởng niệm Rizal, Manila, Philippines     | Campuchia  | 5–0   | 8–0     | Vòng loại Cúp Challenge AFC 2014 |
| 3. | 15 tháng 10 năm 2013 | Sân vận động Panaad, Bacolod, Philippines              | Pakistan   | 3–1   | 3–1     | Cúp Hòa bình Philippines 2013    |
| 4. | 8 tháng 9 năm 2015   | Sân vận động Thể thao Philippines, Bocaue, Philippines | Uzbekistan | 1–4   | 1–5     | Vòng loại FIFA World Cup 2018    |
| 5. | 16 tháng 1 năm 2019  | Sân vận động Rashid, Dubai, UAE                        | Kyrgyzstan | 1–3   | 1–3     | AFC Asian Cup 2019               |
| 6. | 10 tháng 9 năm 2019  | Trung tâm đào tạo quốc gia HHBĐ Guam, Dededo, Guam     | Guam       | 3–1   | 4–1     | Vòng loại FIFA World Cup 2022    |